# Luisa Gnecchi

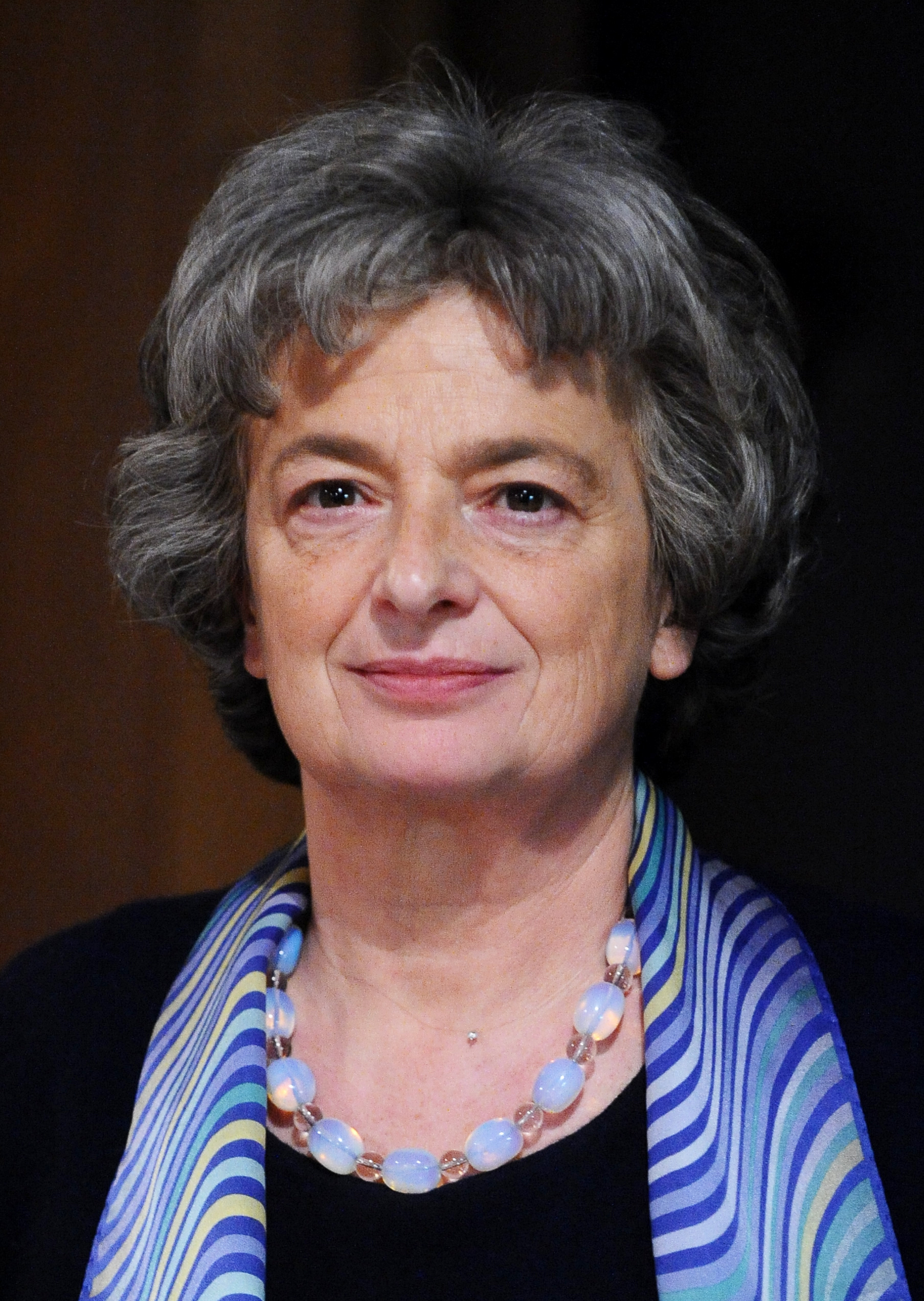
Luisa Gnecchi (2013)

Marialuisa „Luisa“ Gnecchi (* 4. Juni 1953 in Bozen) ist eine italienische Politikerin (PD), Gewerkschafterin und Frauenrechtlerin. Sie ist seit 2020 Vizepräsidentin der Sozialversicherungsanstalt Istituto Nazionale della Previdenza Sociale (INPS). Zuvor war sie von 1998 bis 2008 Mitglied des Südtiroler Landtags, 1999–2008 Landesrätin und 2003–2008 Landeshauptmann-Stellvertreterin sowie von 2008 bis 2018 Mitglied der italienischen Abgeordnetenkammer.

## Leben
Sie ist seit ihrer Geburt in Bozen wohnhaft, gehört der italienischen Sprachgruppe Südtirols an und maturierte an einem Klassischen Gymnasium. Gnecchi arbeitete ab 1973 als Angestellte der Sozialversicherungsanstalt Istituto Nazionale della Previdenza Sociale (INPS), später als Landessekretärin der Fachgewerkschaft Öffentlicher Dienst (1989) und des Gewerkschaftsbundes AGB/CGIL (1996–98). Sie engagierte sich stets für die Frauenrechte und ist heute noch aktiv in der „Gruppe Aleksandra Kollontai“ tätig, welche 1973 die Beratungsstelle AIED eröffnete. Von 1990 bis 1999 war sie Mitglied des Beirates für Chancengleichheit und Gleichstellungsrätin.
Im November 1998 wurde sie als einzige Vertreterin der Liste Mitte Links Projekt – Progetto Centrosinistra (Bündnis aus PDS, PSI und PRI) in den Südtiroler Landtag und damit gleichzeitig den Regionalrat Trentino-Südtirol gewählt. Nachdem sie zunächst kurzzeitig (von Dezember 1998 bis Februar 1999) als Landtagsvizepräsidentin gedient hatte, war Gnecchi von 1999 bis 2003 als Landesrätin für Arbeit, italienische Schule und Berufsbildung im Kabinett Durnwalder III Mitglied der Südtiroler Landesregierung. Am 26. Oktober 2003 wurde Gnecchi mit 4.705 Vorzugsstimmen auf der Liste Gemeinsam Links – Frieden und Gerechtigkeit (Bündnis aus Linksdemokraten, SDI, PRC und Bürgerbewegungen) für die XIII. Legislaturperiode wiedergewählt. Von Dezember 2003 bis Juli 2008 war Gnecchi im Kabinett Durnwalder IV zweite Landeshauptmannstellvertreterin und Landesrätin für Arbeit, Innovation, Chancengleichheit, Genossenschaften, italienische Berufsbildung und Schule. Zudem wirkte sie von 2006 bis 2008 als Assessorin und Vizepräsidentin in der Regionalregierung Trentino-Südtirol.
Bei den Italienischen Parlamentswahlen 2008 kandidierte Gnecchi erfolgreich auf der Liste des Partito Democratico im Mehrpersonenwahlkreis Trentino-Südtirol für die Abgeordnetenkammer. Sie trat daher wegen Unvereinbarkeit von ihren Ämtern im Regionalrat, Landtag, in der Landes- und Regionalregierung zurück. Bei den Parlamentswahlen 2013 gelang ihr die Wiederwahl in die Abgeordnetenkammer, der sie noch bis 2018 angehörte. Die Regierung Conte II ernannte Gnecchi Ende 2019 zur Vizepräsidentin des INPS.